# ゲームボーイ
ゲームボーイ（GAME BOY）は、1989年4月21日に任天堂が発売した携帯型ゲーム機。略称は「GB」。
日本において1287万個を売り上げた携帯型ゲームであるゲーム&ウオッチの次世代ゲーム機器として発売した商品であり、任天堂の携帯ゲーム機としては2つ目にあたる。同社を玩具メーカーとして成長させた横井軍平が開発した。また、エポック社から発売されたゲームポケコンに次ぐROM交換方式の携帯型ゲーム機である。
開発当初はファミリーコンピュータよりも高画質なメガドライブやPCエンジンなどが発売されており、任天堂もこれらに対抗するスーパーファミコンの開発を進めていた状況で、本機は乾電池の持続性と価格面の兼ね合いからモノクロ型（4階調）を採用している。4階調とは黒、濃い灰色、薄い灰色、透明色(白を表現)の4つ。社内では「今さらモノクロで売れるのか」とあまり期待しない声があったが、1996年3月末時点の世界累計で4766万台を販売した。
後のゲームボーイシリーズの初代機であり、このシリーズは1989年発売の本機から2006年発売のニンテンドーDS liteまで17年半に渡って同社から発売された。
なお、任天堂の連結販売実績数量の推移によれば、携帯型ゲーム機に関しては「ゲームボーイからゲームボーイカラー」までがゲームボーイシリーズとして、「ゲームボーイアドバンスからゲームボーイミクロ」までがゲームボーイアドバンスシリーズとして区別されている。

## 沿革
- 1989年
  - 1月17日 - 同年4月14日に発売予定と発表される。本体は月産30万台、ソフトは月産100万個のペースでの生産計画[8]。
  - 3月 - 任天堂がコナミ、バンダイ、カプコン、アスキー、ジャレコなど21社とライセンス契約を結び、ライセンスは原則としてゲームソフトの種類ごとに契約する「タイトル契約」とした[9]。
  - 4月21日 - ゲームボーイ発売[9]。
  - 8月末 - 出荷台数が国内71万台、米国45万台でトータル100万台以上を突破。品薄状態のため、本体の月産を40万台、1990年8月までに月産100万台へ。サードパーティは約50社[10]。
- 1990年
  - 1月 - 品薄状態のゲームボーイなどを人気のないゲームソフトと抱き合わせで小売店に販売していた玩具問屋6社、支店8ヶ所が私的独占の禁止及び公正取引の確保に関する法律（独占禁止法）違反容疑で立入検査される[9]。
  - 5月末 - 出荷台数が262万台、サードパーティは72社[11]。
  - 7月31日 - ビック東海が任天堂の許諾を得て、ゲームボーイ専用の拡大鏡『ライトボーイ』を日米同時発売、1991年3月までに50万個出荷予定[12]。
  - 8月 - 出荷台数が304万台、ソフトは74タイトルで1872万個出荷[13]。
- 1991年
  - 2月 - ゲームギアやPCエンジンGTなどの対抗機が出現したことによりいわゆる「携帯ゲーム機戦争」に突入[9]。
  - 5月2日 - 韓国にてヒョンデ電子（現・SKハイニックス）からヒョンデ・ミニコンボイ（현대 미니컴보이）として発売[注 1]。
  - 10月 - 玩具問屋業界、ゲームボーイソフトの在庫が深刻化[9]。
- 1992年
  - 5月 - 日本航空、国際線で機内用のゲームボーイ無料貸出し開始[9]。
  - 12月 - アジアでゲームボーイのコピーソフトが出回る[9]。
- 1993年12月 - 国内出荷台数が974万台、米国では1477万台、ソフトの出荷数は国内6105万個、米国6290万個[14]。
- 1994年5月1日 – ゲームボーイ本体 (DMG-001) が8000円に値下げ。スペックなど従来と全く同じ製品の価格変更[15]。
- 1994年11月21日 - 初のカラーバリエーションであるゲームボーイブロス発売。
- 1995年10月 - タカラがゲームボーイをモチーフにした「ゲームボーイシャンプー」を発売[9]。
- 1996年2月 - 『ポケットモンスター赤・緑』発売。このゲームがキラーソフトとなり、完全に下火になっていたゲームボーイ業界が再加熱[9]。
- 1996年7月21日 - ゲームボーイポケット発売。
- 1997年
  - 7月 - ハドソン全国キャラバンが、ゲームボーイ人気の急上昇を受け『スーパービーダマン ファイティングフェニックス』で開催[9]。
  - 12月 - ポケモンショックが起こり、『ポケットモンスター赤・緑』でも画面の高速点滅による健康への問題の有無が取り沙汰された[9]。
- 1998年7月 - バンダイがゲームボーイに接続して使用する魚群探知機「ポケットソナー」を発売[9]。
- 1998年10月21日 - 上位互換性のある新型機『ゲームボーイカラー』発売。
- 2000年3月1日 - ニンテンドウパワーでゲームソフトの書き換え開始[16]。
- 2003年9月 - 「ゲームボーイ」「ゲームボーイライト」「ゲームボーイポケット」を含めたモノクロシリーズの生産が終了。
- 2007年10月31日 - 修理サポート終了。

## ハードウェア

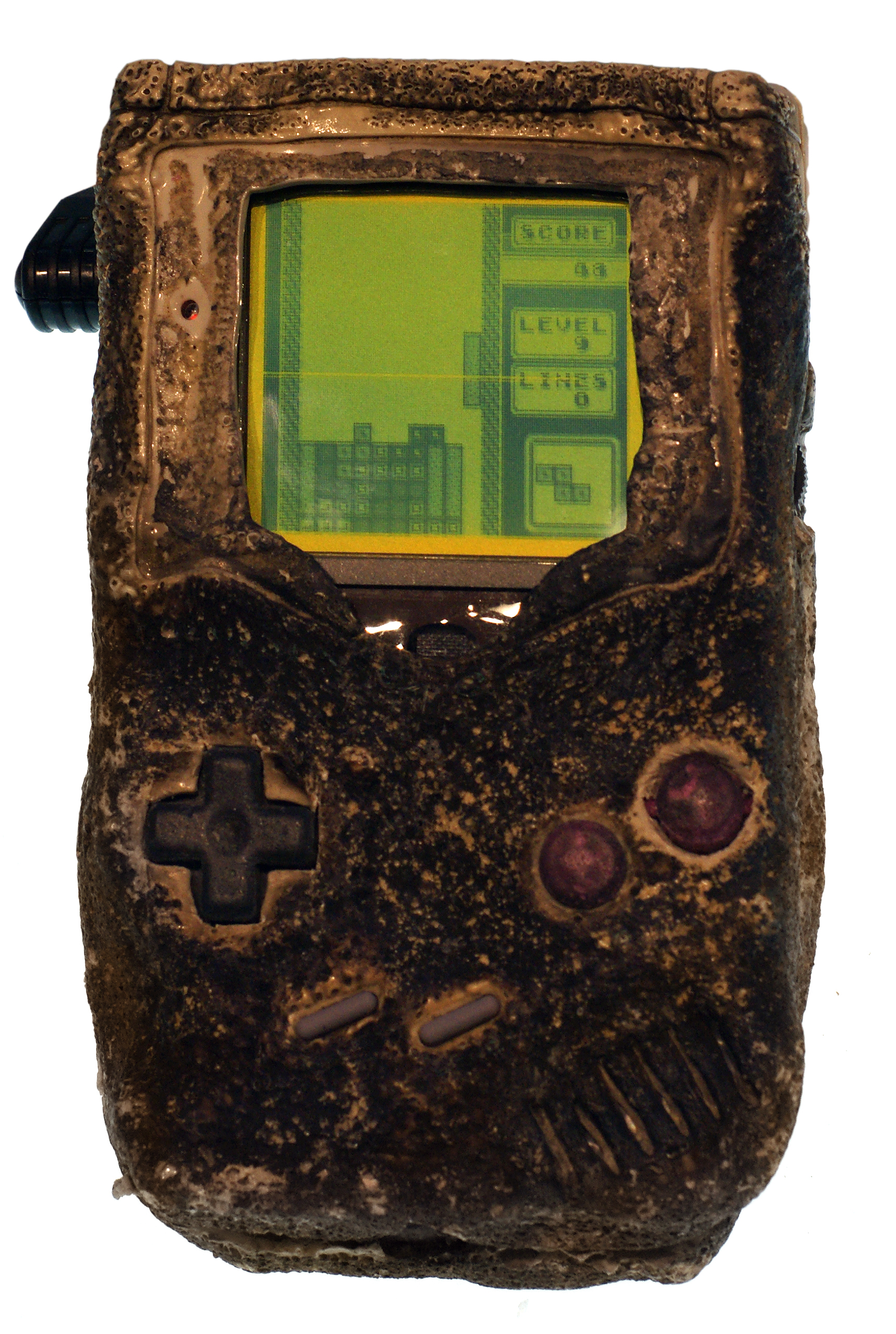
湾岸戦争で外装が破損したゲームボーイ。Nintendo New York展示。

名称
プロジェクトリーダーの岡田智が、偶然目にした雑誌名「ゲームボーイ」を気に入り、ゲームボーイの商標を任天堂が取得し、商品名に使用することになった。
「ゲームボーイ」という名称がイギリスでは性差別として問題となったこともある。これをコピーライターの糸井重里が名付けたという噂があるが誤り。
デザイン
パッケージのデザインは横井軍平が行っており、これはデザイン費用を軽減させるためでもあった。裏面を付属品の説明にしたのも横井のアイディアである。発注は、和多田印刷の北工場（当時）。
初代ゲームボーイの本体や初期の頃のゲームボーイソフトのパッケージに印刷されている、小さな四角は21個あり、本体の発売日の21日にちなんでいる。
初代ゲームボーイの配色や発売日を決めるのに使った花札は、任天堂の裏紙が赤の『都の花』である。
筐体
筐体デザインは、下部がアシンメトリーになっており、左側を軸にして本体を支えつつ十字キーを操作し、よく使うAボタン・Bボタンがある右側の下部は丸みをおびた曲線にして、本体が手首に当たらないように配慮している。
横井の発案で、当初はストラップホールの装着が提案されていたが、当時はストラップという存在がほとんど知られていなかったため装着が見送られた。

子供が取り扱うものであるため、ゲームボーイ本体には厳しい耐久テストがあり、頑丈に設計されている。耐久テストとして本体を高いところから投げ落とし、壊れた場合には作り直し、投げられた後でもきちんと動作すると確認できてから発売が決定したとも言われ、具体的には「開発当時、任天堂の社長だった山内溥が完成したばかりの最終デモ機を床に叩きつけ、問題なく動作したため発売が決定された」という情報源の不明な逸話が流布している。これについて任天堂広報室は「いつの間にか、そのような話ができあがった」とコメントしている。
なお1991年に任天堂は「ゲーム会社にできる唯一の支援」として、クウェートに侵攻したイラクと戦うためにアメリカを中心に約30の国で多国籍軍が編成された湾岸戦争の際、日本からの支援物資として待機中の兵士の慰労のためにゲームボーイを提供した。その後、兵舎が火災に遭ったときに巻き添えとなりゲームボーイは、外装がひどく焼けた状態になったが、内部には問題はなく、正常に動作したというエピソードがある。このゲームボーイはその後、ニューヨークの任天堂直営店「Nintendo New York」に常時『テトリス』のデモ画面が動いている状態でショーケースに入れて保管展示されていたが、2024年に展示が終了した。
液晶
シチズンから液晶テレビ用のモノクロディスプレイの売り込みがあり、開発がスタートした。本機はシャープと共同で開発し、シャープは40億円を投じゲームボーイの液晶開発用の工場を設立。液晶は同社のものを使用している。
画面はSTN反射式モノクロ液晶。異なるゲームのあらゆる表現に対応する液晶表示として、細かい表示セグメントを縦横に格子状に敷き詰めたドットマトリクス式を採用した。開発時はTN液晶の採用が検討されていたが、当時任天堂の社長だった山内溥の「画面が見られない」との意見でSTN液晶に変更された。STN型液晶は反射に弱いため、画面のコントラストを調節するダイヤルがついている。コントラストを弱くするほど電池の持ちが良くなる。ゲームボーイの液晶の寿命は短く、『スーパーマリオランド』や『アレイウエイ』などのようにプレイヤーの残り数が固定位置に表示されるソフトは、残り表示が見にくくなることがあった。また、液晶の反射板が黄色（金色）に近い色で、ドットの配置されているLCDの大部分では液晶の灰色みがわずかに混じった鈍い黄緑色になっており、視認性は悪かった。
モノクロ液晶問題の際、横井軍平とは別に、山内と一緒に開発二課の上村雅之もシャープ総合開発センター（奈良県天理市）内にあった、液晶工場に出向きSTN液晶の調整に関わっている。最終調整は、横井が行った。
液晶画面には経年とともに横線・縦線状の空ラインが発生してその部分が表示されなくなり、プレイに支障をきたす故障が多発した。湾岸戦争帰りのゲームボーイ写真では「LINES」の行で画面中央部を横切る白い横線がそれである（写真の例はまだ初期症状）。使用時間がさらに経過するとこの症状はさらに進行し、空線が幅広くなったり別の位置にも新たな空線が出現したりする。それゆえ現存する初代ゲームボーイで正常な画面のものはとても少ない。またこの不具合はゲームボーイブロス、同ポケット、同カラーへの買い替え需要の一因にもなった。多少は個体差もある。後にライン抜けの原因は特定されており、熱可塑性樹脂を採用した信号ケーブルの接触不良である。この伸び縮みする弾性部分に持ち歩く等の振動に繋がる行為を極力行わない個体は酷使されても画面故障の起こらない場合もある。また、有志によりYouTubeなどで故障部に熱を与え修理する動画も公開されている。
液晶保護カバー
液晶保護カバーのフレームの色は、花札の『藤に時鳥』にちなんで『藤色』。十字キーの『黒色』、Aボタン・Bボタンの『赤色』は、花札の裏紙の色を表している。
液晶保護カバーがついているために、中にゴミやホコリが入ると取り出せなくなり、非常に見づらくなるため、所有者の中には自らカバーを分解してホコリを取り除く者もいた。また、カバーの影が液晶に落ち、画面最上部の表示が見づらいといった難点も生じた。
音声
一般的にゲームボーイの音声チャンネルは本体のスピーカーでは、モノラルである。ステレオヘッドホンなどを使用すると、自動でステレオにチャンネルが切り換わる。最初の値下げの前まではゲームボーイにステレオイヤホン（外箱には「ステレオヘッドホン」と記載）が同梱されていた。
電源
電源には世界規格である乾電池を使っていて、かつ使用に際して本体とソフト以外の装置が不要で、発展途上国の一般家庭にまで広く普及している希有なハードでもある。4本の内蔵電源にアルカリ電池を使うことで最高30時間連続プレイが可能。
「外国人は充電してまで遊ばない」といった乾電池の搭載を指針する発言は、充電式アダプタに使用する世界各国の電圧やコンセント、プラグの形状を考慮したためである。また、持ち運んで携帯することに重点をおいたためでもある。
電池ランプ
初代ゲームボーイには「パイロットランプ」が採用されている。このランプを安定して点灯させるための電圧が電池から得られなくなると、次第にこのランプを点灯させる光が暗くなるので、これによって電池を交換するタイミングがわかる。もっとも、電池残量が少なくなると画面の映りが悪くなるので、こうした形でも電池の残量は把握できる。
電池の持続性
ライバルメーカーであるセガやNEC-HE、アタリが本ゲーム機に対抗して発売した携帯ゲーム機（「ゲームギア」、「PCエンジンGT」、「Atari Lynx」）について横井軍平は「ライバルがカラーで出たらウチの勝ち」と最初から情勢を読み切っている（当時携帯ゲーム機のカラー化は高コストかつ消費電力が高かった。ゲームボーイはコストと消費電力を抑えることのできる白黒液晶を採用していた）。
1990年（平成2年）8月28日に行われた第2回初心会展にて、当時の任天堂社長の山内溥もカラー化すればモノクロと比較して「電池の寿命が十分の一しかない、これでは携帯型ゲーム機としてユーザーが満足しない」と発言している。
通信
他のゲームボーイと通信ケーブルで通信できる。主に対戦やデータ交換に使われた。ただし、ケーブルの互換性はゲームボーイポケットの発売時に一度打ち切られ、旧ゲームボーイとゲームボーイポケット・カラーをケーブルで接続する場合はアダプタが必要になった。
可能な限り機能を削って費用削減を目指して開発されたが、後期における大躍進のきっかけとなった通信機能は、付けても大して生産費用が上がらず、何か面白いゲームができるかもしれないという漠然とした理由で、開発者の横井軍平曰く「深く考えずに付けた」などとする話が残されている。
"RDY/ACK"信号（通信準備のための信号と、通信が正確に行われたことを証明する信号）が全くないために、通信を正確に行うにはトリッキーなプログラムが必要だった。通信中にケーブルを引き抜くとデータが破損するという注意書きもあったが、通信中に誤ってまたは悪ふざけでケーブルを引き抜く事故が絶えず、これを利用してバグ技に使用するものもいた。『ポケットモンスター』ではポケモンをコピーする裏技があった。
カートリッジ交換
カートリッジ交換は本体の電源を切ることで行うことができる。初代機（ブロスを含む）では電源スイッチに連動してカートリッジをロックする安全装置が採用されており、電源スイッチをOFFにしなければカートリッジを抜くことはできなくなっている。カートリッジ側についてもこのロックをかけるための切り欠きが存在したが、ゲームボーイカラー専用カートリッジには切り欠きが無く、初代機に差しても電源スイッチを入れることができなくなっている。スーパーゲームボーイやゲームボーイポケット以降ではこのギミックが廃止されているが、カラー非対応の本体で電源を入れても、カラー専用カートリッジが利用できないことに変わりは無い。

### 仕様

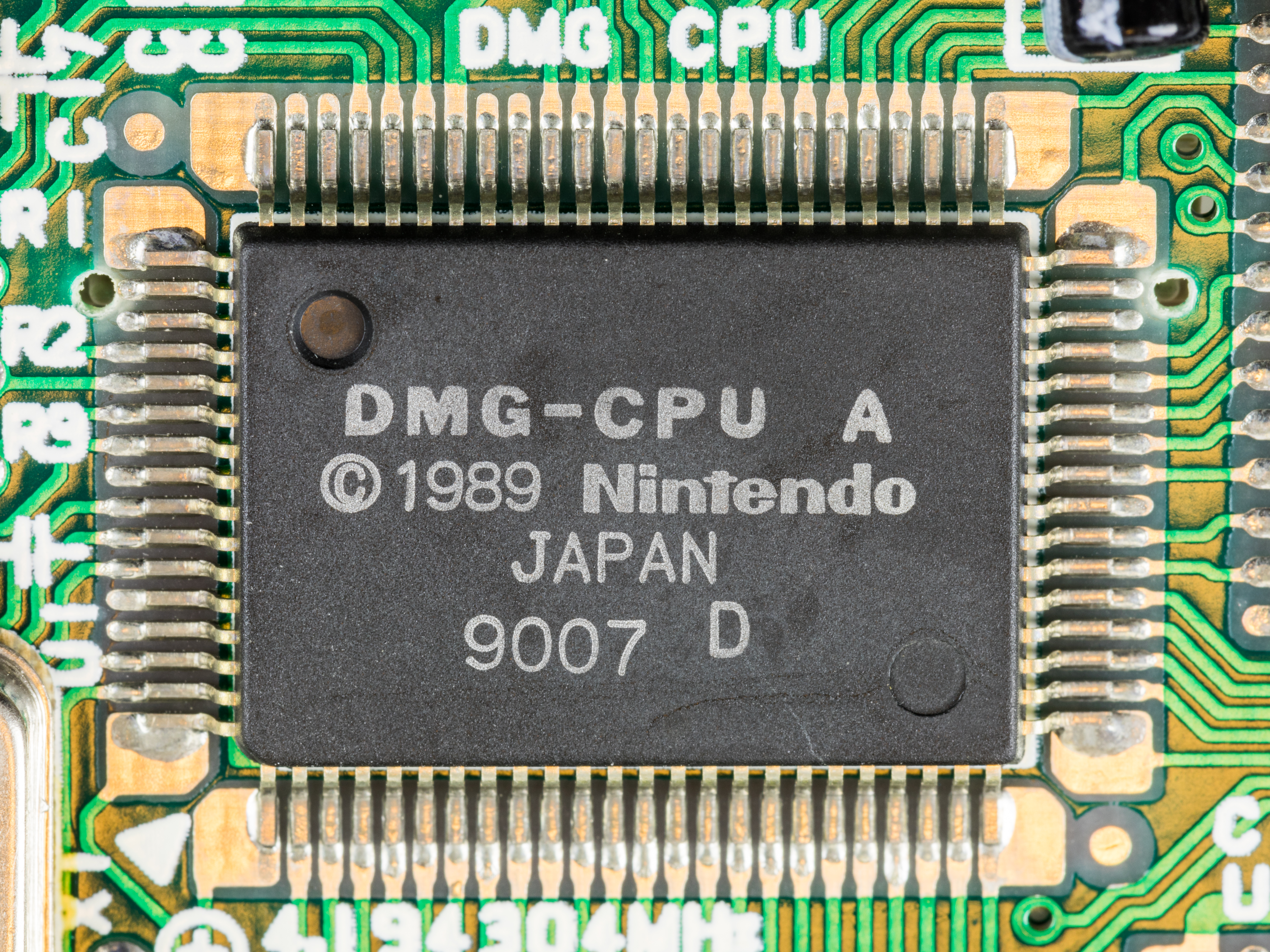
DMG-CPU

- CPU：シャープ製のLR35902がサウンドなどの機能と共に組み込まれている。動作クロック周波数は、4.19MHz。Intel 8080に近似した機能を持つカスタムプロセッサである。但しIntel 8080から一部の命令が削減され、Z80のフラグ処理の一部と電源制御に使われる独自命令及び仕様が追加されていることや、シャープがZ80のセカンドソースメーカーであることから、カスタムZ80とも表記される。また、Z80の影響でこのCPUは任天堂の歴代すべてのハードで唯一CISC系のCPUとなった。[注 7]
- RAM：8kバイト
- VRAM：8Kバイト
- ROM：256k - 32Mビット
- 画面：2.45インチSTN液晶（4階調モノクロ、160×144ドット）
- スプライト：8×8（最少）1画面中 最大40個表示 / 1水平ライン上に 最大10個表示
- BG：1面／256×256制御（32x32タイル）
- ウィンドウ機能（スクロール制限あり）
- サウンド：パルス波（矩形波）2ch+波形メモリ音源1ch+ノイズ1ch

ファミコンよりも先にステレオ出力が可能になった（定位は左、中央、右の3つのみ）。イヤホン、またはヘッドフォン等の外部出力使用時のみステレオ音声。イヤホン未使用時は本体に登載のスピーカーが1つの関係で各チャンネルの音声は合成されてモノラル出力となる。
- 寸法：90mm×148mm×32mm(電池を除く)[22]
- 電源：単3形マンガン乾電池4本 （SUM-3 AA,R6）
- 電源：外部接続端子[23]　専用充電式アダプタ（初代機のみ対応） / 専用バッテリーケース（単二電池4本使用で約40時間使用可・初代機のみ対応）
- 通信ポート：シリアル通信ポート搭載（別売りの通信ケーブルにより対戦プレイが可能）
- 割込み機能：パッド入力割込み、シリアル通信割込み、タイマー割込み、LCDC割込み、Vブランク割込み

### ファミリーコンピュータとの比較
ファミリーコンピュータと比較してCPU・RAM・VRAMの性能で優れている。『X（エックス）』（1992年5月発売）などでは、このCPU性能を活かし、低fpsではあるが隠面消去を行ったワイヤーフレームによる完全な3DCGを描画していた。ファミリーコンピュータにも同様に3DCGを用いた『スターラスター』があるが、点とスプライトのみの描画であった。
一方で、画面解像度と色数、スプライト表示性能はファミリーコンピュータの方が優れていた。特に、ファミリーコンピュータはカラー表示ができたが、ゲームボーイはモノクロであった。従って、キャラクターのアニメーションではゲームボーイの方が優れているが、静止画の質はファミリーコンピュータの方が優れていた。
音源の面では、ゲームボーイの音源のパルス波（矩形波）やノイズはファミリーコンピュータとほぼ同等の音だが、ファミリーコンピュータでは疑似三角波とDPCM音源を鳴らせたのに対し、ゲームボーイでは波形メモリ音源を鳴らすことができた。また、ファミリーコンピュータの音源は全てモノラルだったのに対し、ゲームボーイの音源は全てステレオ再生可能だった。ただし、本体のスピーカーは1つのためモノラル出力であり、ステレオで聴くにはイヤホンジャックの利用が必要だった。
音量レジスタの値を高速に変更することでPCM再生を行うことも可能で、『ポケットモンスター ピカチュウ』のゲームスタート画面などで利用していた。
しかし、音量レジスタ書き換え時に非線形に音量が変化してノイズが発生するため、初めからPCM再生を行うことを想定してDPCMを搭載していたファミリーコンピュータに比べると音質が著しく劣っていた。

## 本体
1989年4月21日に12,500円（消費税3%税込）で発売後、1993年6月6日に『ゼルダの伝説 夢をみる島』発売と同時に9,800円（消費税3%税込）に価格改定が行われ、このときステレオイヤホンが別売になった。、翌年1994年5月1日に8,000円（税別）に再度価格改定が行われた。理由は、1994年6月14日にスーパーゲームボーイの発売が控えており、ゲームボーイを更に活性化させるため。型番はDMG-001。
ゲームボーイブロス（ゲームボーイ ブラザーズ、GAME BOY Bros.）
1994年11月21日に発売されたカラーバリエーション。ブロスとは「brothers」の省略形「bros.」をカタカナにしたもの。商標としての提案者は糸井重里。任天堂発売のGBカートリッジ同梱（特に『マリオのピクロス』）の広告や雑誌などでは「ゲームボーイブラザーズ」と紹介されることもあった。

バリエーション
ホワイト（AB両ボタンが赤紫ではなく黒）
ブラック
グリーン
レッド
イエロー
スケルトン

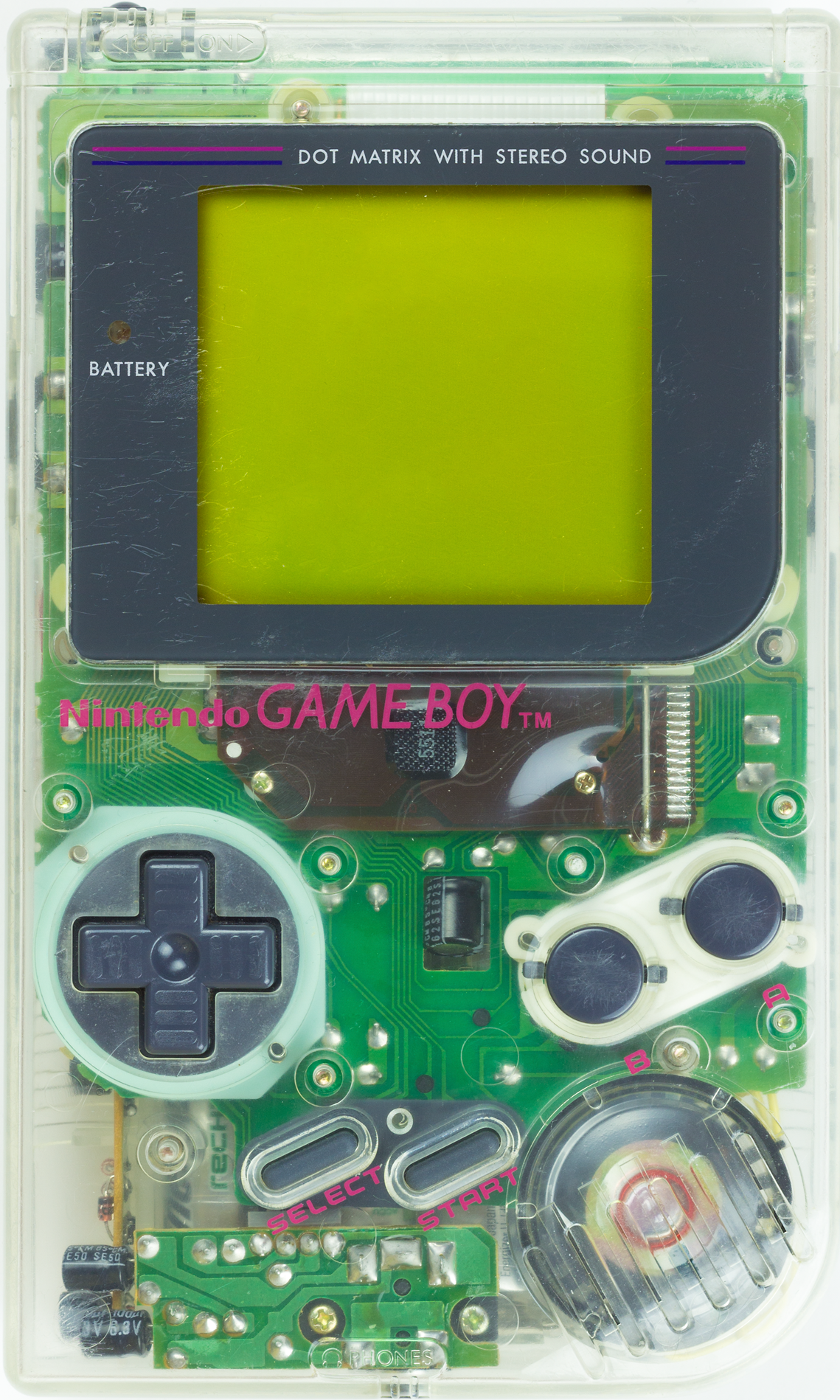
ゲームボーイブロス スケルトン
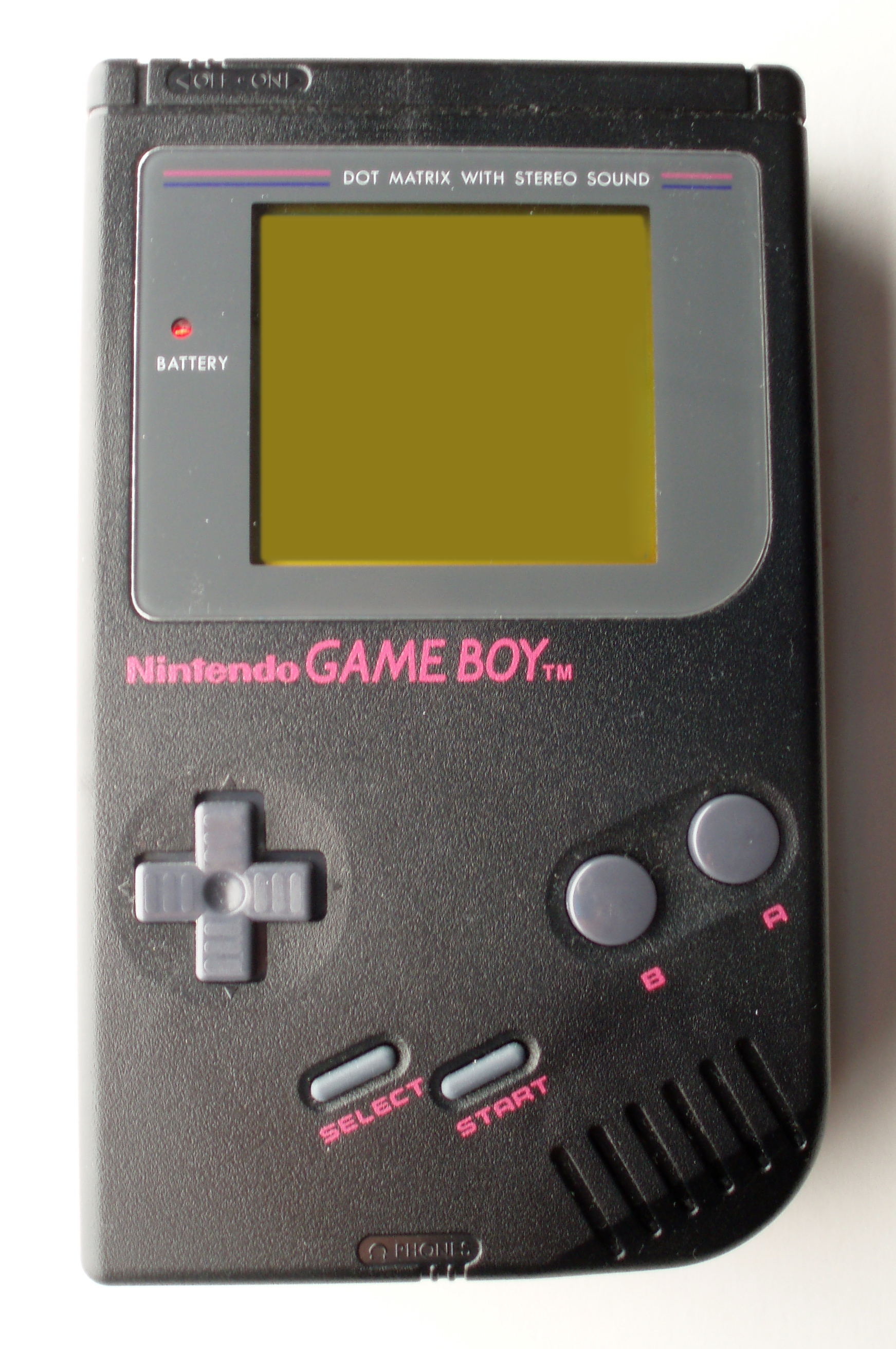
ゲームボーイブロス ブラック

### 派生機
これらの本体はゲームボーイと大きさや使用する電池などが異なるが、相互に互換性があり、ゲームボーイのカセットをこれらの派生機で使うこともできるし、派生機が発売された後に発売されたカセットをゲームボーイで使用することもできる。
ゲームボーイポケット
1996年7月21日発売。型番はMGB-001
ゲームボーイライト
1998年4月14日発売。型番はMGB-101

### 上位互換性をもつ派生機
ゲームボーイの上位派生機。
従来のゲームボーイカセットに加えてゲームボーイカラーカセットも新規に加わる。
ゲームボーイカラーのカセットには、ゲームボーイでも白黒表示で使うことのできる共用のものと、ゲームボーイでは使用できない専用のものがある。
ゲームボーイカラー
1998年10月21日発売。型番はCGB-001

### 後方互換性のある後継機
これらの後継機のカセットをゲームボーイカラーまでの本体で使用することはできないが、ゲームボーイカラーまでのカセットをこれらの後継機で使用することはできる。
ゲームボーイアドバンス
2001年3月21日発売。型番はAGB-001
ゲームボーイアドバンスSP
2003年2月14日発売。型番はAGS-001
ゲームボーイアドバンスSP バックライト仕様
日本未発売。型番はAGS-101

### 後方互換性のない後継機
ゲームボーイの名を冠するが、ゲームボーイからゲームボーイカラーまでのカセットは使用できない。ゲームボーイアドバンス以降のカセットのみ使用できる。
ゲームボーイミクロ
2005年9月13日発売。型番はOXY-001

## 周辺機器

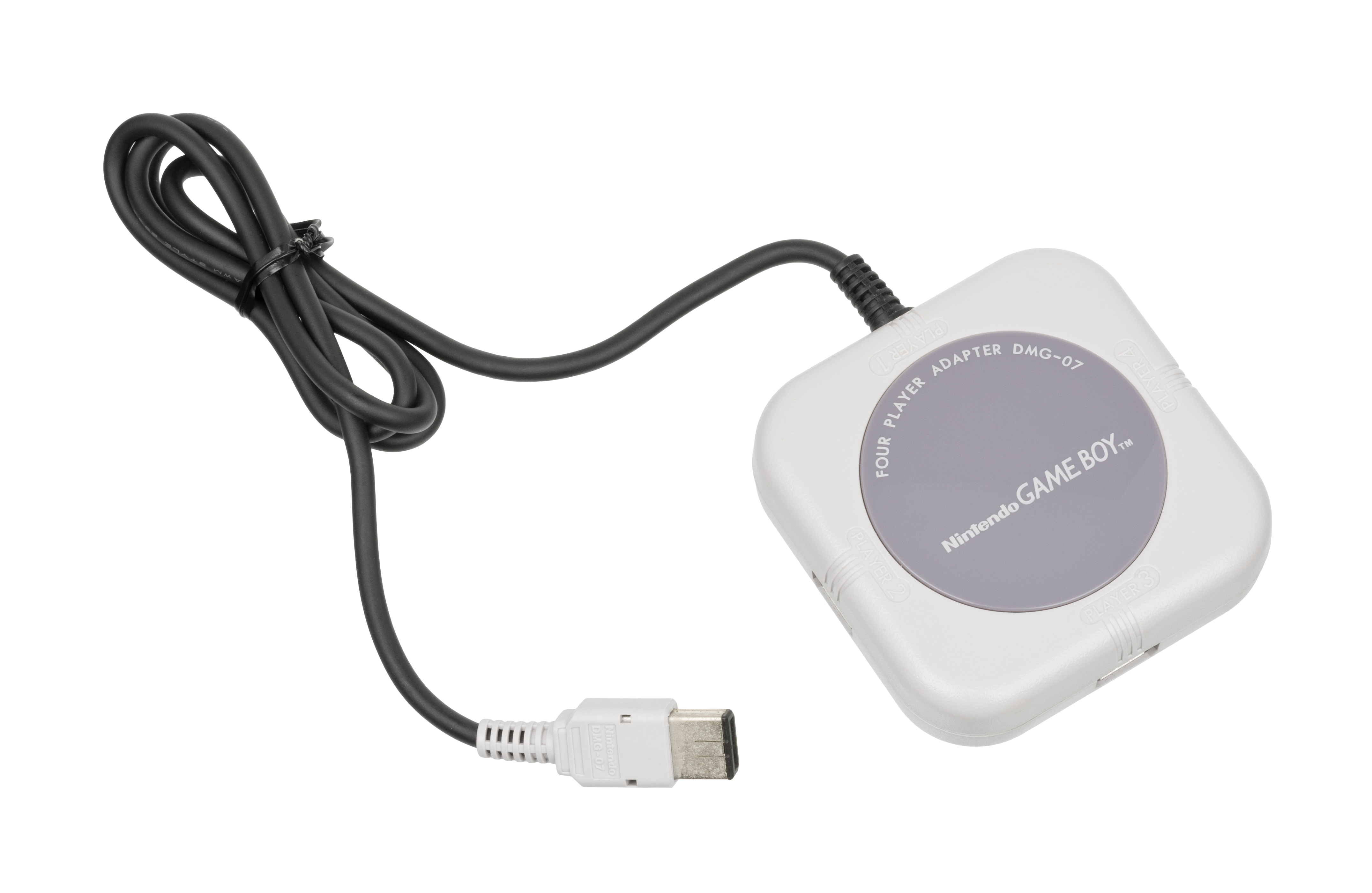
4人用アダプタ（DMG-07）

製品コードのDMGは「Dot Matrix Game」が由来。
1994年後期 - 1995年初期にカセットラベルに書かれたコード「DMG-○○J（A）」から「DMG-○○○J-JPN」に変更された。
| 型番       | 名称                          | 価格    | 備考 |
| ---------- | ----------------------------- | ------- | --- |
| DMG-02     | ステレオヘッドホン            | 1,000円 | イヤホン端子に接続して使用。本体スピーカーではモノラルだったサウンドをステレオで聴ける。本体同梱品でもあったが、価格改定時に別売りとなる。                                                                                        |
| DMG-03     | 充電式アダプタ                | 3,800円 | 初代機用のACアダプタ兼用の充電式電池。フル充電時で約10時間使用可能。 本体強度はゲームボーイ本体並に強いが、表面のロゴが削れて消えやすく、配線のビニール素材がねじれに弱く断線不良を起こしやすい。特殊形状のネジが使用されている。 |
| DMG-04A    | 通信ケーブル                  | 1,500円 | 2台の本体（それぞれソフトも必要）を接続して通信プレイが可能。 ゲームボーイポケット以降への使用は変換アダプタが必要。 |
| DMG-05     | バッテリーケース              |         | 初代機用のバッテリー増設用のケース。単二電池4本使用で約40時間使用可能。DMG-03と同じ様に外部電源端子から接続する。DMG-003ほど普及しなかった。                                                                                      |
| DMG-06     | ソフトケース                  | 0800円  | 本体やカートリッジを収納するケース。 |
| DMG-07     | 4人用アダプタ                 | 3,000円 | 通信ケーブル経由で複数台の本体同士を接続して、最大4台での通信プレイが可能。 本アダプタ1台、プレイ人数分の本体と対応ソフト、および(プレイ人数−1)本の通信ケーブルが必要。 公式には初代機のみ使用可能。                              |

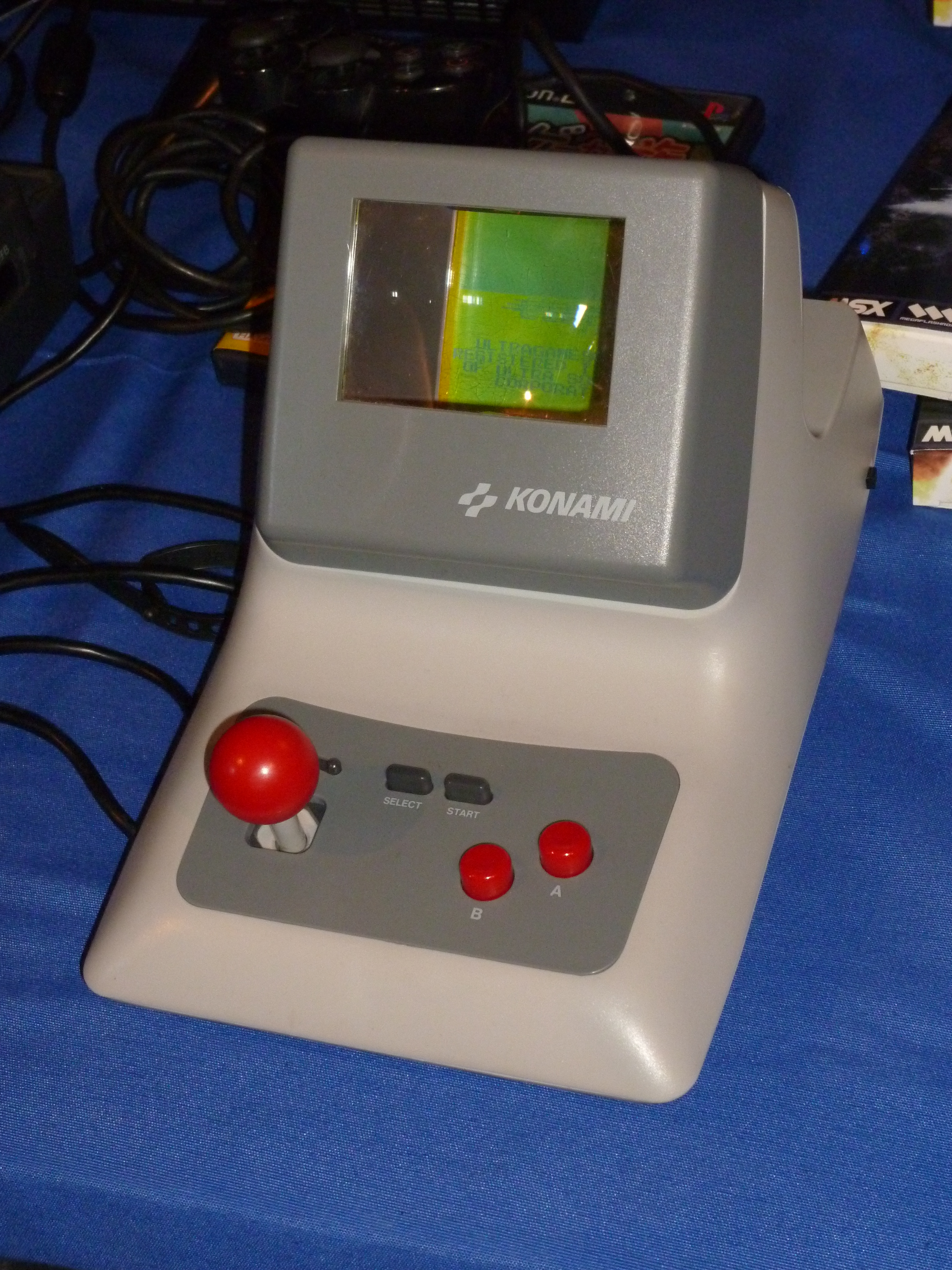
ハイパーボーイ

| DMG-08     | クリーニングキット            | 0800円  | ゲームボーイアドバンスSPまで使用可能。 |
| DMG-09     | カートリッジ                  |         | カートリッジのみの販売はない ゲームボーイ用ソフトにはカートリッジケースが付属する。 |
| DMG-13     | 振動カートリッジ              |         | 『ポケモンピンボール』などに搭載。振動機能を使うには、単四乾電池1本必要。型番は「DMG」だがゲームボーイカラー専用/共通ソフトしか存在しない。                                                                                       |
| DMG-14     | Universal Game Link Adapter   |         | MGB-004とは逆にMGB-008・CGB-003を初代GB対応にする。 CGB-004同等品。日本では未発売。 |
| DMG-20     | ジャイロセンサー カートリッジ |         | 『コロコロカービィ』などに搭載。 型番は「DMG」だがゲームボーイカラー専用ソフトしか存在しない。 |
| DMG-P-MMSA | GBメモリカートリッジ          |         | ニンテンドウパワーの書き換えに使用するカートリッジ。 |
| GB-8       | ACアダプタ                    | 1,500円 | ホリ電機のOEM製品であるため、任天堂純正と同じデザインのパッケージでありながら「DMG」の型番ではない。 |
| VG-01      | カーアダプタ                  |         | ホリ電機のOEM製品。12V車のシガーアダプタソケットで本体に給電出来る。 |

ライセンス商品
- ハイパーボーイ

バーコードボーイ (ナムコ)
バーコードリーダー。
ライトボーイ (ビック東海)
ライト付き拡大鏡。
ワイドボーイ (SUNSOFT)
拡大鏡。
サウンドボーイ (SUNSOFT)
ステレオサウンドにするもの。
ハイパーボーイ (コナミ)
拡張機能をほぼ全てまかなうもの。

## ソフトウェア

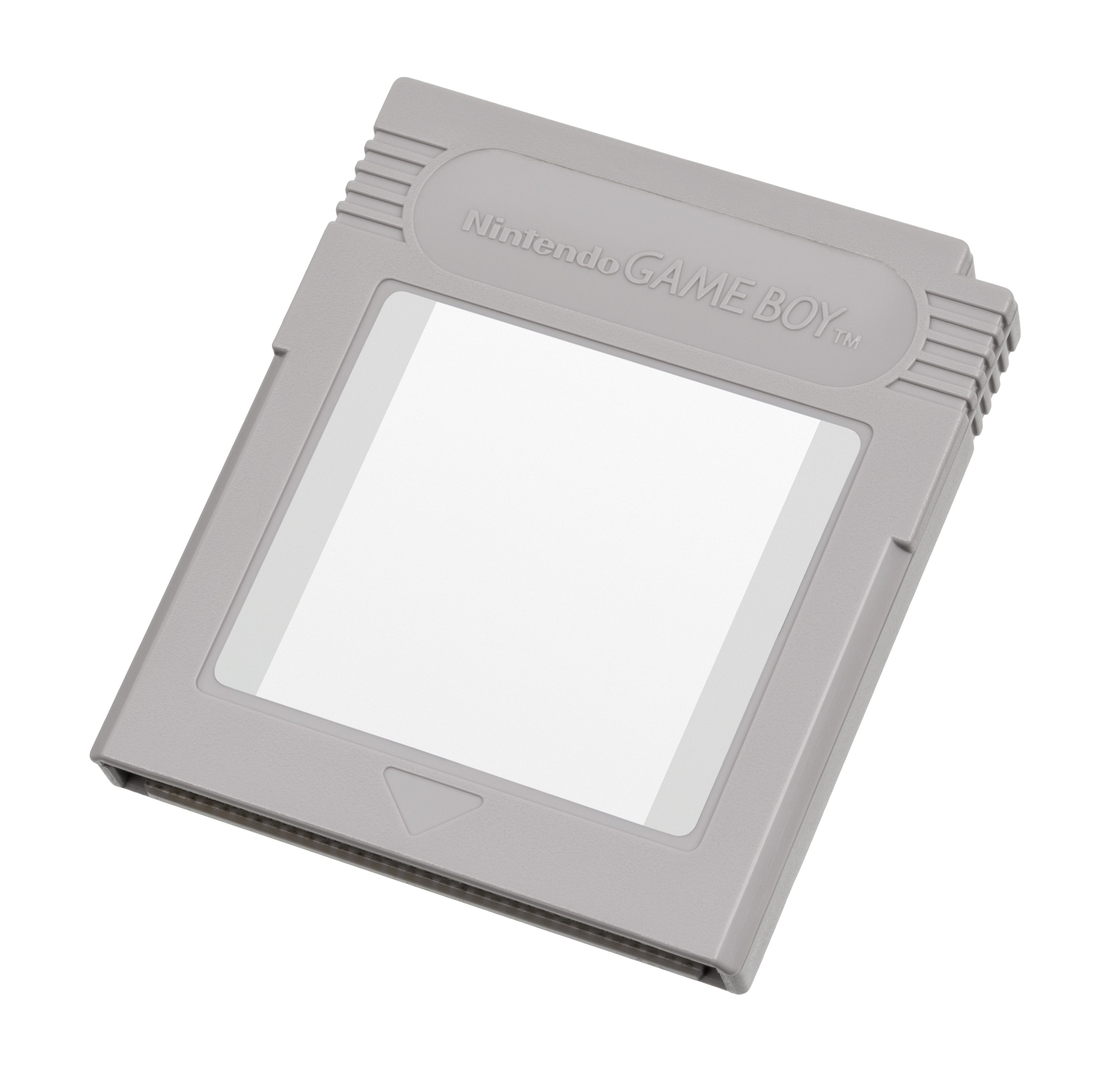
カートリッジ
通常は中央の白い部分にタイトルなどを示すラベルが貼付されている

構成
商品としてのソフト（カートリッジ）の構成は、紙製の外箱、真ん中にソフトを納めるためのくぼみが開いたプラ製の透明トレー、カートリッジケース、説明書を基本としている。ソフトによっては葉書やチラシなどがついたものもあった。ゲームボーイカラー専用ソフトになるとカートリッジ形状の変更による製造コストの関係からこの構成は変化し、トレーが紙製になり、さらにカートリッジケースがつかなくなり薄いビニール袋で代用された。モノクロ用の全ゲームボーイソフトにはケースがついていたため一部では「新品なのにケースがついていない」と勘違いするものもいた。この変化以降、任天堂のすべての携帯ゲーム機のソフトにソフトケースが付属しなくなった。

カートリッジの仕様として、ラベル面の右上にだけ切り欠き形状が見られるが、これは初代ゲームボーイに装備されていた、電源スイッチと連動したカートリッジロック機構のためのものである。電源スイッチをオンにすると連動して切り欠きの部分にロックバーが出っ張ってロックされ、カートリッジが抜けないようになる。カートリッジの挿入が浅いと、ロックバーがカートリッジに接触するため、電源を入れることすらできなかった。
ライセンス表記
日本の初期のサードタイトルの多くのソフトには、タイトル画面の一番下に『LICENSED BY NINTENDO』が表記され、任天堂の許可を得てリリースされていることを示しており紙箱のイラストも任天堂のソフトと酷似しているが、スクウェア（後のスクウェア・エニックス）などのメーカーや、後期のサードソフト作品では表記されていない。ハル研究所開発、任天堂発売の『星のカービィ』では、開発元が自社で発売される予定の『ティンクルポポ』の内容をアレンジしたものであるため、『LICENSED TO NINTENDO』の表記がある。
リセット機能
ゲームボーイは本体側にリセットスイッチが搭載されておらず、A・B・START・SELECTボタンを同時に押すことでリセットされる機能がソフト側に備わっていることが多い。任天堂のソフトではほとんど備わっており、初期のソフトには説明書にも表記されていた。これは本体の機能ではなくソフト側の実装に依存するため、コナミなどのサードタイトルのソフトには必ずしも搭載されているわけではない。また、『ゼルダの伝説 夢をみる島』ではこの操作を行った場合にセーブされるなど、リセット以外に割り当てられているソフトもある。
ゲームボーイアドバンス以降の任天堂携帯ゲーム機にもこの機能は引き継がれている。

### ゲームタイトル
原則リージョンロックは存在しない(ゲームボーイカラー専用ソフト、ゲームボーイアドバンス、DS、DSLiteも同様）。1989年4月21日に発売されたローンチタイトルは『スーパーマリオランド』『アレイウエイ』『ベースボール』『役満』の4本だった。同年6月に発売された『テトリス』の売上本数は最終的に423万本を数えるヒットとなった。
日本国内において、本機で動かせる最後の任天堂公式ソフトは2002年6月28日に発売されたバンプレストの『From TV animation ONE PIECE 幻のグランドライン冒険記!』であり、これはカラー・モノクロ兼用ソフトである。当時は本体発売から13年2か月経過しており、任天堂ハード全体では最も長寿であった。なお、ゲームボーイカラーを想定していない作品で最後に発売されたのは2001年3月30日の「シカクい頭をマルくする。　漢字の達人」および「シカクい頭をマルくする。　検定の達人」、ゲームボーイカラー専用作品で最後に発売されたのは2003年7月18日の「ドラえもんのスタディボーイ　かんじよみかきマスター」であり、この作品を含める場合は全世界のソフトで比較しても14年3か月発売されたことになり、将来的にこの記録を破るのはPlayStation4などが考えられる。
2002年以降も非公式としてソフトのリリースは続いており、発売30周年となる2019年4月21日には、ゲームインパクトから『ドラキュラの城』が発売された。

## 広告
数種類のCMが放映された。
日本発売時
3人の海外の少年がゲームボーイを持って初めて旅に出るというシチュエーションであった。2パターンあり、1つは家畜車の藁の上で寝て、夜はたき火を囲みながらゲームに興じ、便乗した貨物列車から原野に飛び出すがゲームボーイを忘れたことに少年たちは取りに戻るというシーンが描かれた。もう1つは同じく海外の少年3人がヒッチハイクをするために路上で車を待つ間にゲームに興じていたら、車に意思表示をするのを忘れてしまい、通り抜けた車を走って追いかけるというものであった。2つのCMともに「君とならどこまでも」というフレーズで締めくくる。
テトリス発売時
ロボコップ風のキャラクターが指先から放った光線で成人男性を召喚しテトリスで対戦するというもの。
ゲームボーイブロス発売時
当時SMAPのメンバーであった木村拓哉が仕事の合間にゲームに興じるというもの。CMの最後に木村が「君は何色？」と視聴者に問いかける。

## 復刻版
バーチャルコンソール

2011年発売のニンテンドー3DSで、かつて発売された一部のゲームをダウンロード購入し、遊ぶことの出来るサービス。一部ソフトを除き通信機能は非対応。
ゲームボーイ Nintendo Switch Online

Nintendo Switchではオンラインサービス「Nintendo Switch Online」にて、2023年2月9日より専用ソフト『ゲームボーイ Nintendo Switch Online』がオンラインサービスの加入者向けにダウンロード可能となっている。ゲームボーイ用ゲームが収録（サービス開始時は10本で順次追加）されている。画面配色はゲームボーイ、ゲームボーイポケット、ゲームボーイカラーから選ぶことが可能。

## その他

### 任天堂のゲームボーイに関連する内容
- 任天堂より交通事故に遭ったある少年に、怪我をした少年の腕に合わせて、初代ゲームボーイの十字キーとAボタン・Bボタンの位置を入れ替えたゲームボーイが渡された事がある。このゲームボーイの基板の半田付けや筐体のボタン位置調整などは、当時開発部長だった横井軍平が当時の任天堂本社（京都市東山区福稲上高松町、後に京都リサーチセンターとなる場所）内で全て行った。なお、この行為は、山内溥社長（当時）に承諾を得ており、基板の半田付けの際に様子を見に来ている。
- 前述の旧任天堂本社には、初代ゲームボーイにちなんで藤の木が植えられている。
- 別冊宝島には1989年のサブカル・流行の1つとしてゲームボーイが紹介されている[31]。

### 関連の無いもの
- 2024年の自動車の話題においては、スマートキー搭載車解錠ツールの一つに｢ゲームボーイ｣と呼ばれるものが存在し、自動車窃盗に悪用され問題となっている。単に見た目が同じだけであり、全く別のハードウェアである。[32]

- 韓国において一連のセガ製ゲームハードがサムスン電子によりライセンス生産された際、セガ・マスターシステム、メガドライブ、ゲームギアの名称は当初｢ゲム☆ボーイ(겜☆보이)｣、｢スーパー・ゲム☆ボーイ｣｢ハンディ・ゲム☆ボーイ｣であった。(後に｢アラジンボーイ｣に名称変更された。)
一方で同時期の任天堂ハードはNESから64まで｢ヒョンデ・コンボイ(현대 컴보이)｣の名称で販売されており、上述の通りゲームボーイに関しても｢ミニコンボイ(미니컴보이)｣の名称で発売されていた。なおWikipedia韓国版において｢ゲームボーイ｣は｢게임보이｣と表記されており表記上サムスンのそれとは明確に異なるが、任天堂公式ハングル表記は不明である。